# Poésie homoérotique hispano-arabe

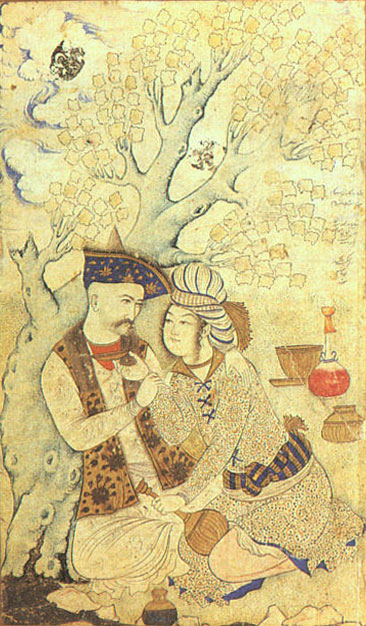
Le chah Abas et un page. Muhammad Qasim, 1627, Musée du Louvre, Paris. Le personnage de l’échanson est fréquent dans la poésie homoérotique arabe en général, intégrant autant le genre bacchanal (خمريات khamriyyât) que l’amour homosexuel (مذكرات mudhakkarât).

La poésie homoérotique hispano-arabe est la partie du corpus poétique hispano-arabe à caractère homoérotique. La littérature érotique, du moins de la plus grande qualité, s’épanouit au sein de la culture islamique à une époque où l’homosexualité, présentée comme raffinement culturel dans le califat omeyyade, inspire un grand nombre d’écrits, principalement dans la poésie.
La pratique de l’homosexualité avec des jeunes est plutôt courante chez les rois andalous. Parmi eux, l’abbadide Al Mutamid Ibn Abbad du taïfa de Séville et Yusuf III du Grenade composent de la poésie homoérotique. La préférence pour les chrétiens esclaves plutôt que pour les femmes ou les éphèbes de sa propre culture contribue au développement de l’hostilité des royaumes chrétiens. De plus, dans la communauté juive d’al-Andalus, l’homosexualité est considérée normale au sein de l’aristocratie.
L’écart entre la condamnation légale religieuse et la permissivité réelle populaire est éliminé grâce au recours à une sublimation néoplatonique, l’ « amour udrí », forme de chasteté des deux genres. L’objet de désir, généralement un domestique, esclave ou captif, inverse le rôle social dans la poésie, se transformant en maître de l’amant, de la même façon que le fait par la suite l’amour courtois au Moyen Âge chrétien en Europe.
L’homoérotisme présent dans la poésie andalouse établit un type de relation similaire à l’homosexualité en Grèce antique : le poète adulte assume un rôle actif (sexualité) face à l’éphèbe qui joue le passif (sexualité), ce qui amène un nouveau thème littéraire, celui de l’apparition du « bozo », qui permet, étant donné l’ambiguïté descriptive des poèmes, autant dans les portraits que dans les formes grammaticales, dans l’identification du sexe de l’amant décrit.
Une grande partie de la poésie érotique amoureuse de l’époque est dédiée au vigneron ou à l’échanson, jumelant les genres bacchanal (خمريات jamriyyat) et homoérotique (مذكرات mudhakkarat).
La poésie homoérotique commence à se développer dans la première moitié du IXe siècle, au cours du règne d’Abd al-Rahman II, émir de Cordoue. La chute du califat de Cordoue au XIe siècle et la subséquente puissance des Almoravides combinée à la division des taïfas permettent à la culture de se disséminer à travers tout al-Andalus, constituant une époque de splendeur en poésie. L’invasion almohade amène la venue de nouvelles cohortes littéraires au XIIe siècle et au XIIIe siècle. La large autonomie féminine de cette ethnie nord-africaine fait apparaître un grand nombre de poétesses, dont quelques-unes composent des poèmes louant la beauté féminine.

## Contexte
La civilisation omeyyade développée depuis Cordoue concurrence et surpasse celle de l’Europe chrétienne. Après la mort de Charlemagne en 814 et le déclin de l’Empire carolingien, la seule ville européenne qui rivalise avec Cordoue se trouve à l’autre extrémité du continent, soit Constantinople, capitale de l’Empire byzantin. Les califes de Cordoue surpassent leurs contemporains byzantins en culture. La littérature, en particulier la poésie, est prisée avec enthousiasme, dans tous les pays arabes à l’époque, l’arabe est appelé à surpasser le latin comme langue des ouvrages en médecine, en astronomie et en mathématiques; les chrétiens de la péninsule apprennent l’arabe pour perfectionner un style expressif et élégant et les érudits de toute l’Europe chrétienne vont à Tolède ou Cordoue pour y faire leurs études. Il est probable qu’ils y trouvent un mode supérieur d’administration publique : plusieurs des ressortissants chrétiens et juifs préfèrent le gouvernement des « infidèles », dont la législation n’est pas plus intolérante que les lois chrétiennes.
Après la conquête arabe de l’an 711, la poésie homoérotique connaît un essor unique dans la péninsule Ibérique, reprenant un phénomène observé dans le monde islamique en général, notamment la lyrique érotique en Irak, en Perse, en Afghanistan en Inde, en Turquie et dans les pays de l’Afrique du Nord comme l’Égypte, la Tunisie et le Maroc. Les anthologies de poésie médiévale islamique des grandes capitales árabes montrent, tout au long de presque un millénaire, le même courant d’homoérotisme passionné qui se retrouve dans les poèmes de Cordoue, Séville ou Grenade.
L’homosexualité, jouissant de la tolérance coranique générale envers les péchés de la chair, devient un raffinement culturel chez les Omeyyades, en dépit des protestations de certaines écoles juridiques. Ainsi, Ibn Hazm de Cordoue tolère l’homoérotisme affichant sa réprobation uniquement quand s’ajoute un autre type d’immoralité publique, attitude que partagent ses contemporains.
Tant en philosophie qu’en littérature le classicisme grec est reconnu et respecté par les auteurs andalous, dont le travail de traduction et de compilation s’est avéré essentiel à la préservation de plusieurs textes anciens. Plusieurs des thèmes de la poésie andalouse, comme l’éloge de la beauté éphèbe, découlent directement de la Poésie homoérotique grecque, qui furent connus par les traductions depuis l’époque de la grande bibliothèque de Cordoue du calife Hicham II.

### La loi islamique et l’homosexualité

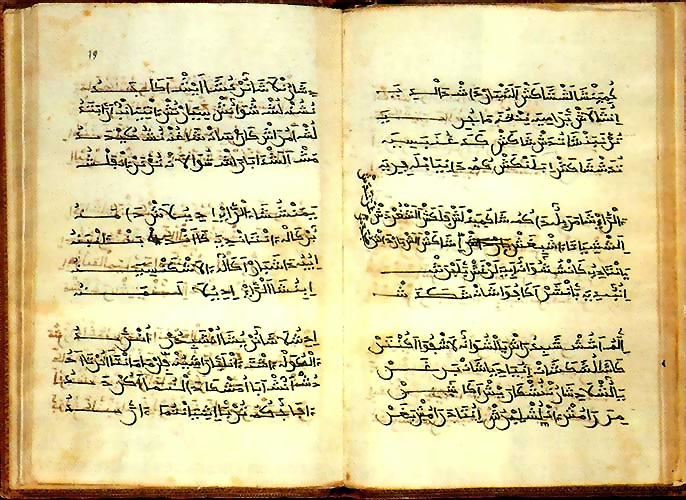
Manuscrit B du ' (Anonyme de en aragonais du XIV). Dans la sourate XII du Coran, Joseph est présenté comme un homme dont la beauté fascinante suscite l’amour.

La sévérité et l’intolérance qui caractérisent le judaïsme et le christianisme traditionnels en matière de sexualité réapparaissent dans les lois de la troisième religion abrahamique. En regard de l’homosexualité, quelques écoles importantes, comme celle du théologien Malik de Medina ou du littéraliste Ibn Hanbal, considèrent comme punition la peine de mort, généralement par lapidation. D’autres écoles plus libérales réduisent la peine à la flagellation, le plus souvent cent coups de fouet.
Néanmoins, d’autres aspects de la culture islamique montrent certes des contradictions avec cette rigueur, héritée de l’Ancien Testament, qui domine la législation de l’Islam quant à l’homosexualité. L’attitude de la population est moins hostile envers l’homoérotisme et les visiteurs européens sont surpris de la relative tolérance chez les Arabes envers ce thème, qui ne semblent pas trouver non naturelles ces relations entre hommes et garçons. Dans les essais arabes médiévaux sur l’amour, cette dénommée « intoxication émotionnelle » est provoquée non seulement par l’amour des femmes, mais également pour celui des garçons et des autres hommes. Alors que dans le reste de l’Europe l’homosexualité est punie par le bûcher, en al-Andalus, elle est courante et prestigieuse intellectuellement, l’œuvre d’auteurs comme Ibn Sahl de Séville, explicite en ce sens, se répand à travers tout le monde islamique comme exemple de poésie amoureuse.
L’unique référence d’Ibn Hazm au lesbianisme dans Le Collier de la colombe est, en ce qui concerne l’application de l’islam, condamnatoire. Les références arabes au lesbianisme ne semblent pas aussi rigoureuses : au moins une douzaine de romances entre femmes sont mentionnées dans The Book of Hind, elle-même une lesbienne archétype; dans un Traité sur le lesbianisme (Kitab al-Sahhakat) du IXe siècle, et des travaux postérieurs sur l’érotisme arabe comportant des chapitres sur ce thème,. Quelques femmes d’al-Andalus ont accès à l’éducation et peuvent écrire librement. Dans ces poèmes, l’amour pour une autre femme est traité et présenté de la même façon que celui des poètes hommes pour d’autres hommes.
L’historien australien Robert Aldrich (historien) (en) signale que cette tolérance envers l’homoérotisme est en partie due au fait que l’islam ne reconnaît pas une séparation aussi marquée entre le corps et l’esprit que peut le faire le christianisme et fait place au plaisir sexuel. D’autres causes sont d’ordre esthétique : dans le Coran, c’est un homme, le Yūsuf (le patriarche israélite Joseph), qui dans la sourate XII est présenté comme summum de la beauté. Dans ce texte s’insère aussi le concept platonique de la beauté inspirant l’amour troublante et fascinante. García Gómez indique dans son introduction à l’œuvre Le collier de la colombe que les musulmans appellent «al-iftitān bi-l-suwar» ce « trouble ou bouleversement dont souffrent les âmes contemplant la beauté révélée dans les formes harmonieuses », l’illustrant avec l’histoire des nobles égyptiens qui se coupent les doigts pendant qu’ils pèlent des oranges, emportés par la beauté de Yūsuf.
La pratique de l’homosexualité est plutôt courante entre les rois andalous et de jeunes hommes. Abd al-Rahman III, Al-Hakam II (qui a une descendance pour la première fois à l’âge de 46 ans avec une esclave basque chrétienne qui se travestit, à la manière de Bagdad, comme si c’était un éphèbe), Abdallah ben Bologhin de la Taïfa de Grenade, le Nasride Mohammed VI al-Ahmar; entre eux, l’Abbadide Al Mutamid ibn Abbad de la taïfa de Séville et Yusuf III du royaume de Grenade écrivent de la poésie homoérotique. Abd al-Rahman III, Al-Hakam II, Hicham II et Al Mutamid entretiennent ouvertement des harems masculins. Les hispano-arabes préfèrent comme compagnons sexuels les esclaves chrétiens et chrétiennes aux femmes et éphèbes de leur propre race, ce qui provoque l’hostilité des royaumes chrétiens. Le martyre du jeune Pélage qui résiste aux désirs d’Abd al-Rahman III, premier calife Califat omeyyade de Cordoue, est reconnu dans sa canonisation.
Dans la communauté juive d’Al-Andalus, l’homosexualité est également courante chez les aristocrates. La culture courtisane et aristocratique y prend la forme d’un individualisme romantique explorant toutes les formes de la sexualité libératrice : hétérosexualité, bisexualité, homosexualité. Non seulement le plaisir homosexuel est fréquent, mais il est considéré comme davantage raffiné chez les personnes à l’aise et cultivées. Les prostitués sévillans du début du XIIe siècle auraient par ailleurs touché davantage de revenus que leurs camarades féminines et auraient pratiqué auprès d’une classe plus aisée. Les prostituées demeurent limitées à la plèbe urbaine et surtout aux paysans qui séjournent dans les villes.

## Homoérotisme dans la littérature andalouse

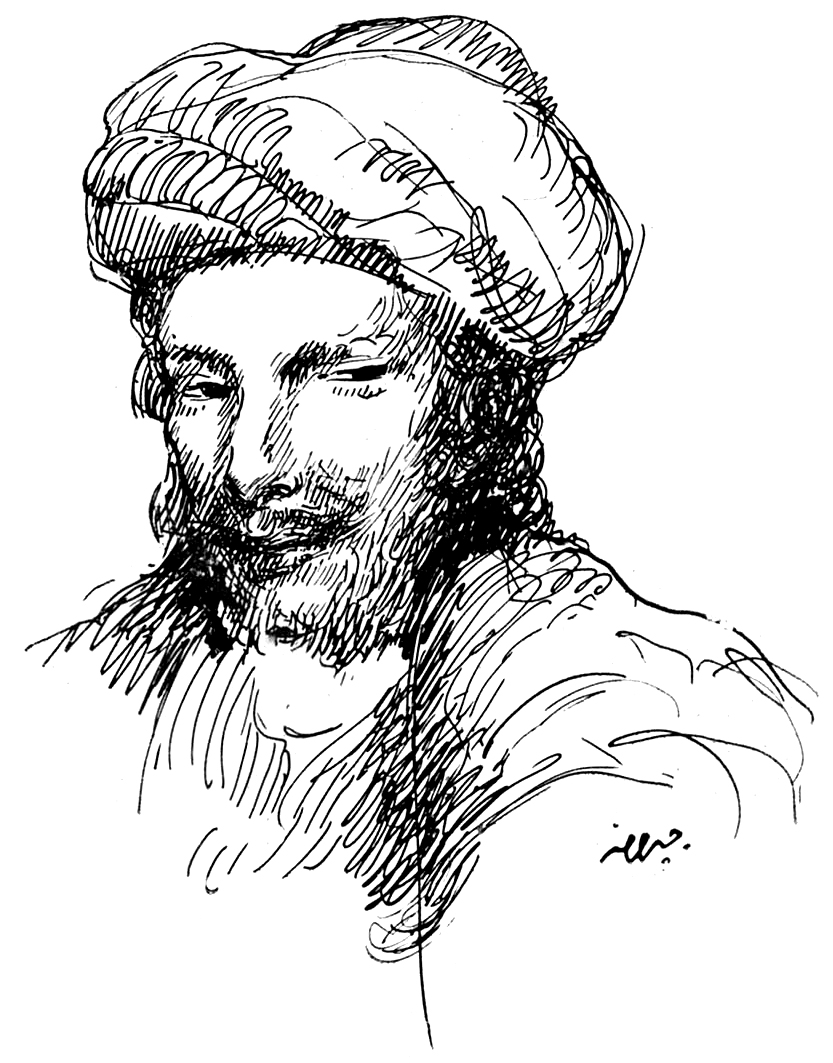
Abu Nuwas (747-815).

Pour dépasser la contradiction entre la loi religieuse et la réalité populaire, la littérature arabe recourt à un curieux hadîth attribué à Mahomet : « Celui qui aime et vit chaste et cache son secret et meurt, meurt comme un martyr. ». Le poète, épris de beauté, se voit amené à chanter la beauté masculine. La sublimation de l’amour courtois à travers le néoplatonisme, le chant de la beauté du corps transcendé en idéal de la beauté, permet au poète d’exprimer ses sentiments homoérotiques sans risque de censure morale.
L'amour homsexuel (مذكرات mudhakkarat) comme thème littéraire se développe dans le milieu de la poésie dans tout le monde arabe; le juriste et écrivain persan Muhammad ibn Dawud (868 - 909) écrit, à 16 ans, le Libro de la flor, une anthologie des stéréoptypes de la lyrique amoureuse qui donne une large part aux vers homoérotiques. Emilio García Gómez indique que l'angoisse d'Ibn Dawud, due à la passion homoérotique qui l'habite toute sa vie envers un camarade d'école (à qui est dédié le livre), est un ressort qui le mène à un platonisme concret que García Gómez identifie comme une «aspiration collective» dans la culture arabe de reconduire un «noble courant spirituel» qui ne trouve pas de sortie. Ibn Dawud le revisite avec le mythe arabe de l'«amour oudrí», dont le nom provient de celui de la tribu des Banu Udra, qui signifie littéralement «Fils de la Virginité»: un idéalisme raffiné créé par les rhétoriques orientales, une « chasteté ambiguë » selon García Gómez, qui était « une perpétuation morbide du désir ».
Tant la tradition punitive que la sentimentale habitent la littérature andalouse et de façon marquée dans les écrits de son plus renommé théoricien de l'amour, Abu Muhammad 'Ali ibn Ahmad ibn Sa'id ibn Hazm (994-1064), mieux connu comme Ibn Hazm, qui exprime l'amour dans Le collier de la colombe:
« Il n'est pas réprouvé par la foi ni interdit par la sainte Loi, par tous les cœurs se trouvent dans les mains de Dieu honoré et puissant, et bonne preuve de ceci en est que, entre les amants, se comptent califes et imams justes et droits.(Ibn Hazm 1967, p. 109) »
Pour Ibn Hazm, l'amour échappe au contrôle de l'homme, il est une « espèce de nature morte, et l'homme seul a le pouvoir sur les mouvements libres de ses organes». Dans Le collier de la colombe, un mélange de généralisations théoriques et d'exemplifications ou d'anecdotes personnelles (bien que la majeure partie se réfère à l'amour hétérosexuel, plus particulièrement celui des belles esclaves), s'intercalent de manière répétée les histoires d'hommes qui s'éprennent d'autres hommes. Parfois, l'attribution est obscure, étant donné que le texte souvent réfère de façon neutre à l'être aimé, pouvant être tantôt un homme tantôt une femme

« D'autres signes sont : que l'amant se précipite au lieu où se trouve l'aimé ; qu'il cherche des prétextes pour s'asseoir à ses côtés et s'en rapprocher; qu'il abandonne les tâches qui l'éloignent de lui, du drame des sujets graves qui le forcent à s'en séparer, qu'il se fait extirper à partir de sa côte. »

— (Ibn Hazm 1967, p. 118)
De l'influence bagdadienne d'Ibn Dawud, les andalous retiennent les règles du jeu de l'amour courtois : l'inséparabilité de l'être aimé puisqu'il appartient à l'autre (non du fait d'un adultère mais qu'il s'agit souvent d'un esclave) ; l'espion, l'ami favorable, le calomniateur... font partie d'une série de figures préétablies qui accompagnent les amants dans les récits. Un autre poète chantant les plaisirs illicites du vin et des éphèbes est Abū Nuwās al-Hasan Ibn Hāni' al-Hakamī, mieux connu comme plus simplement Aboû Nouwâs (Ahvaz, Iran, 747 - Bagdad, Irak, 815). L'amour homoérotique qu'il célèbre est semblable à celui décrit dans la Grèce antique : le poète adulte assume un rôle actif avec un jeune adolescent qui se soumet. L'intérêt pour les éphèbes est totalement compatible avec l'intérêt pour les femmes; les deux remplissent un rôle de subordination, encore que dans la poésie leur appartenance à une classe inférieure, leur qualité d'esclave ou de chrétien emprisonné est mis en exergue. Alors que le rôle actif n'est pas socialement condamné, l'adulte qui remplit le rôle passif dans une relation homosexuelle fait l'objet de raillerie. La différence entre aimant et aimé est crucial dans la relation homosexuelle; l'apparition du poil facial chez l'éphèbe est un personnage populaire de la poésie homoérotique arabe, puisqu'elle marque la transition vers une situation intenable, bien qu'elle engendre tout de suite une réponse à la défense du bellâtre qui demeure comme un jeune néanmoins pleinement barbu.

## Strophes et genres de la poésie arabe classique
La poésie arabe classique se caractérise par trois formes de vers : la qaside, ode non-strophique, monomètre et monorime; la qita, fragment ou poème bref et monorime sur un seul thème ou figure; la mouachah, forme strophique appréciée plus tard. La qita et la mouachah sont employées généralement pour les questions liées aux plaisirs de la vie, au vin et à sa consommation, l'amour ou l'expression de la peine liée à l'éphémérité du plaisir. La casida est la forme courante des grands genres : l'éloge panégyrique, en l'honneur d'un grand homme; l'élégie, commémorant la mort d'un homme puissant; la satire, qui ridiculise l'ennemi,. La casida érotique, connue comme la nasib, et intimement liée à l'ogniya, les vers adaptés au chant et à l'accompagnement musical, est un genre utilisé par de nombreux poètes. Ces genres peuvent être considérés jusqu'à un certain point, comme des variantes imprégnées de l'assifat ou genre descriptif, en raison du foisonnement d'images et de nuances marquant la poésie andalouse.
Deux genres ou thèmes sont la jamriyyat ou khamriyyat (poésie bacchique) et le genre érotico-amoureux, le ghazal (parole amoureuse), qui selon le sexe de l'objet de désir peut être mu'annathat, si dédié à une femme, ou mudhakkarat, si dédié à un jeune homme. La majeure partie de ce type de poésie combine les thèmes bacchique et érotique.